# Língua ticuna
A língua tikuna (em tikuna: magüta, AFI: [ˈmaɡɨta]), também grafado ticuna, é o idioma do povo tikuna, habitante da região amazônica. Tradicionalmente classificado como uma língua isolada, o tikuna já foi associado à possível família tikuna-yuri, embora essa hipótese ainda não seja amplamente aceita.
Com cerca de 48 mil falantes, o tikuna é um dos idiomas indígenas mais falados do Brasil. Apesar disso, a UNESCO classifica a língua como potencialmente ameaçada. O idioma é falado no Brasil, na Colômbia e no Peru, com maior concentração nas regiões dos rios Solimões, Içá e Japurá, tanto em áreas ribeirinhas quanto no interior da floresta. No Brasil, o tikuna recebeu reconhecimento oficial em 19 de julho de 2023, tornando-se uma das línguas cooficiais do estado do Amazonas.
A primeira menção à língua tikuna ocorreu em 1641, em relatos de cronistas portugueses e espanhóis sobre o povo tikuna, então habitante de áreas elevadas da floresta amazônica, distantes das margens dos grandes rios. No final do século XVII, o contato com não indígenas se intensificou com a chegada de missionários jesuítas, como o padre Samuel Fritz, que buscavam catequizar povos da região. Durante os séculos XVIII e XIX, os tikuna foram deslocados devido à colonização, epidemias e à exploração no ciclo da borracha. A partir dos anos 1990, iniciativas educacionais e culturais contribuíram para a preservação da língua e o fortalecimento da identidade do povo tikuna.
O tikuna possui um sistema de escrita baseado no alfabeto latino, com variações regionais. Fonologicamente, apresenta um sistema tonal com três tons principais: alto, médio e baixo, além de distinções fonêmicas de nasalização. Sua gramática é polissintética, permitindo a formação de palavras morfologicamente complexas, e segue a ordem SOV (sujeito-objeto-verbo).

## Etimologia
O nome tikuna é um exônimo, ou seja, um nome atribuído ao povo e à sua língua por grupos externos. Algumas hipóteses sugerem que ele pode derivar da Língua Geral Amazônica. Apesar de amplamente utilizado, o termo não é unanimemente aceito pelos próprios tikuna, sendo considerado pejorativo por alguns membros da etnia.
Estudos apontam que o nome pode ter origem no termo tupi taco-una, traduzido como "homens pintados de preto", "corpo negro" ou "rosto negro". Essa interpretação está ligada ao costume dos tikuna de pintar o corpo com sumo de jenipapo (Genipa americana), escurecendo a pele. O nome também aparece nas grafias históricas tukuna, tükuna, tekuna e tokuna, além de suas formas equivalentes com a letra “c”, como tucuna e tecuna, reforçando essa associação.
Outra hipótese sugere que o nome tikuna esteja relacionado ao veneno uarery, tradicionalmente preparado pelos tapuias. Inicialmente, o termo designava esse veneno e, posteriormente, passou a ser utilizado para nomear aqueles que o produziam.
Os tikuna, no entanto, utilizam endônimos para se referir a si mesmos e à sua língua. O principal deles é magüta, que significa "povo pescado" ou, literalmente, "conjunto de pessoas pescadas com vara". O termo é formado pelo verbo magü ("pescar com vara") e pelo sufixo coletivizador -ta. Essa designação está ligada ao mito de origem do povo, no qual os tikuna são associados à polpa do jenipapo, considerada menos escura que o caroço, que, por sua vez, representaria os povos negros.
Outro endônimo utilizado é du-ũ, que pode ser traduzido como "a gente". O termo pode derivar do radical du ("sangue") combinado com o pluralizador -gü, formando du-ũgü ("os de sangue"). No entanto, essa designação não se restringe aos tikuna, sendo usada para referenciar todos os seres vivos, incluindo animais, plantas e entidades visíveis e invisíveis, expressando a ideia de "ser vivente".

## Distribuição

Mulheres tikuna em trajes festivos, Peru. (1926)

A língua tikuna é falada predominantemente na região do Alto Solimões, na Amazônia, abrangendo territórios do Brasil, da Colômbia e do Peru. A população falante está concentrada nas margens do rio Solimões e de seus afluentes, com comunidades que se estendem desde Chimbote, no Peru, até Tefé, no Brasil. Estima-se que haja cerca de 40 a 48 mil falantes, sendo o Brasil o país com a maior concentração. No território brasileiro, o tikuna é a língua indígena mais falada na Amazônia.
Os principais assentamentos situam-se ao longo dos rios Solimões, Japurá e Içá, tanto em áreas ribeirinhas quanto no interior da floresta. Os limites geográficos do tikuna são moldados por barreiras naturais, como grandes rios e a floresta densa, além das fronteiras políticas entre os três países. Embora sua presença seja maior em territórios indígenas, há falantes também em áreas urbanas. O contato crescente com o espanhol e o português, especialmente em comunidades próximas a cidades, tem impactado a vitalidade do idioma. Em algumas localidades, a transmissão intergeracional do tikuna está em risco devido ao predomínio das línguas nacionais.
Além das comunidades tradicionais, há uma presença significativa de falantes de tikuna em centros urbanos, especialmente em Manaus, onde se concentram nos bairros Alfredo Nascimento, Cidade de Deus, Compensa e São José Operário. Também há registros de populações tikuna no Parque das Tribos e na comunidade Wotchimaücü. Essa migração está relacionada a fatores como busca por trabalho, acesso a serviços de saúde e educação.
No Peru e no Brasil, há enclaves tikuna isolados em áreas mais distantes, com ocupação contínua ao longo dos rios, refletindo padrões históricos de assentamento. Essas comunidades mantêm o idioma, embora com diferentes graus de contato com outras línguas regionais.

### Dialetos e línguas relacionadas
O tikuna apresenta variação dialetal significativa, dividida entre dialetos ribeirinhos e dialetos de terra firme. Os dialetos ribeirinhos, predominantes demograficamente, têm maior contato com o espanhol e o português, enquanto os de terra firme, como os falados em Pupuña e Amacayacu (Colômbia), apresentam características mais conservadoras.
Estudos mais recentes realizados no Trapézio Amazônico colombiano identificam duas grandes zonas dialetais, cada uma contendo subdivisões específicas:
- Zona A – Região dos rios Cotuhé e Putumayo (Colômbia)
  - Dialeto predominante: Kutüga.
  - Subzona A1 – Nordeste do Trapézio Amazônico
    - Comunidades: Buenos Aires, Caña Brava e Pupuña.

  - Subzona A2 – Extremo Norte do Trapézio Amazônico
    - Comunidades: Nueva Unión, Santa Lucía e San Ventura.

- Zona B – Região do rio Solimões, de Letícia até Atacuari (Colômbia)
  - Dialeto predominante: Tatüga.
  - Subzona B1 – Município de Puerto Nariño
    - Dialeto predominante: Daukega.
    - Comunidades: Puerto Nariño, San Francisco e Boyahuasu.

  - Subzona B2 – Área rural do município de Letícia
    - Dialeto predominante: Tawaamaga.
    - Comunidades: Arara, Macedonia e San Martín.

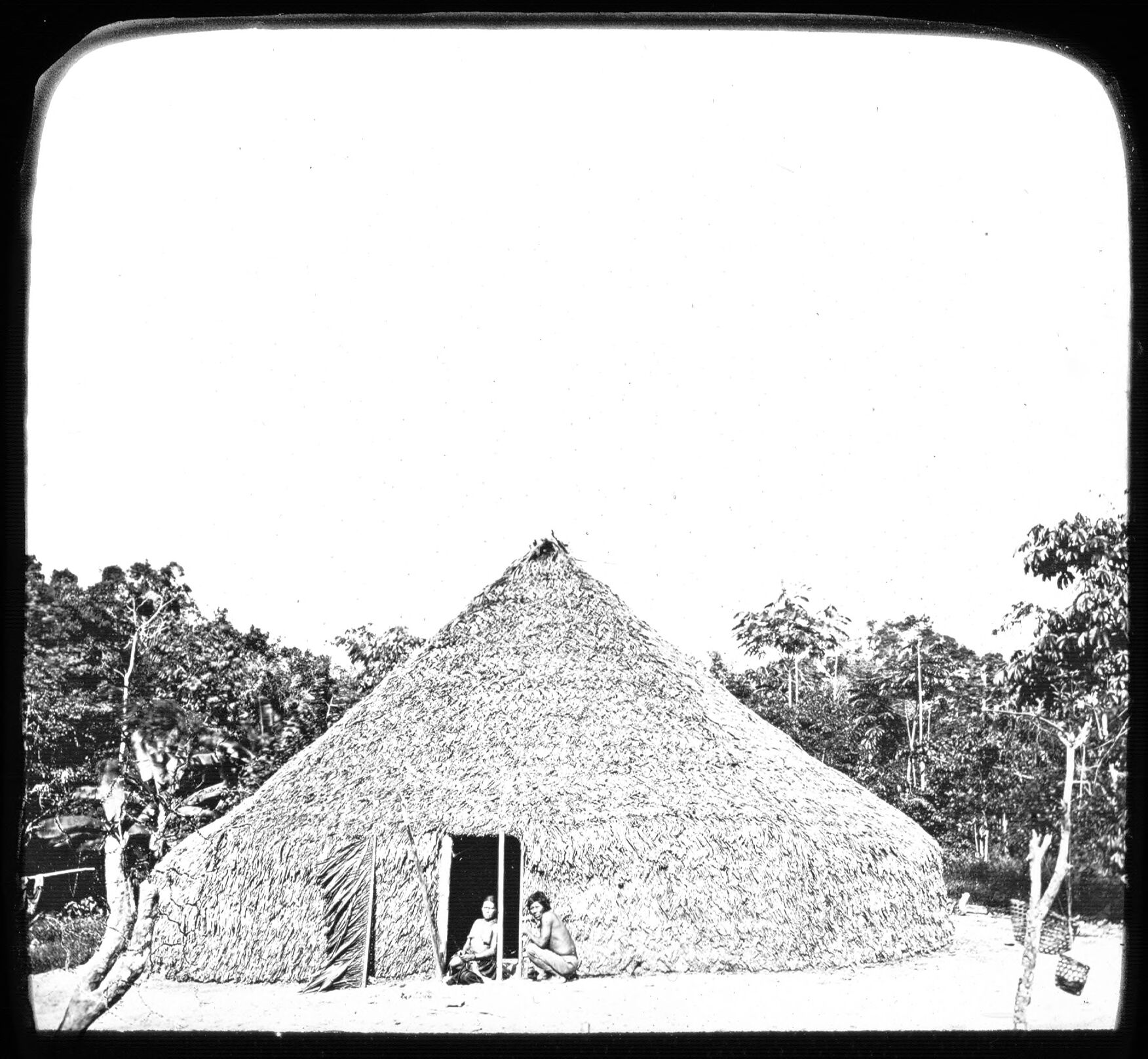
Maloca tikuna no Rio Japurá. (1865)

 Além das diferenças fonéticas e fonológicas, as comunidades da zona B possuem um grau mais elevado de contato linguístico com o espanhol, português e as línguas tupis e quechuanas o que influencia a forma como o tikuna é falado nessas áreas. Os falantes de diferentes dialetos utilizam termos distintos para se referirem à própria fala. Algumas designações incluem:
- Dauchitá-küã̀ arü déa – 'fala de terra firme'
- Tà:tü-küã̀ arü déa – 'fala ribeirinha'
- Kutüka arü déa – 'fala do rio Pupuña'
- Tawa-küã̀ arü déa – 'fala dos ribeirinhos orientais'

O contato linguístico também resultou na incorporação de empréstimos lexicais majoritariamente do espanhol e do português, principalmente em áreas como tecnologia, educação e religião. Muitos desses empréstimos passaram por adaptação fonológica ao sistema fonético do tikuna. Alguns exemplos incluem:
- ideü̃tidáye [ideɨ̃tidadʒe] (do português identidade) – 'identidade'
- pastú [pastu] (do português pastor) – 'pastor (de igreja)'
- autu [awtu] (do espanhol auto) – 'automóvel, carro'
- cuadernu [kwadeɾnu] (do espanhol cuaderno) – 'caderno'

Também há registros de empréstimos da língua geral amazônica ou kokama ou omágua:
- copiwara [kopiwaɾa] (capiuára, kapi-war, capivara)  – 'capivara'
- moniáca [moniaka] (manioca/maniaca) – 'mandioca'
- characúra [tʃaɾakuɾa] (saracura)  – 'manacaraco (espécie de ave)'

Além disso, há registros de grafemas utilizados exclusivamente para palavras emprestadas, o que demonstra um impacto direto na escrita do idioma. O uso desses empréstimos é mais comum entre os falantes urbanos e aqueles que têm maior contato com as línguas nacionais.
Embora o tikuna seja classificado como uma língua isolada, estudos apontam influências areais de outras línguas amazônicas, especialmente nas estruturas fonológicas e tonais. Há semelhanças entre certos fenômenos fonológicos do tikuna e os de línguas tukano, bora-miraña e arawak, sugerindo que essas línguas compartilham traços devido ao contato histórico na região amazônica.

## História

### História da língua

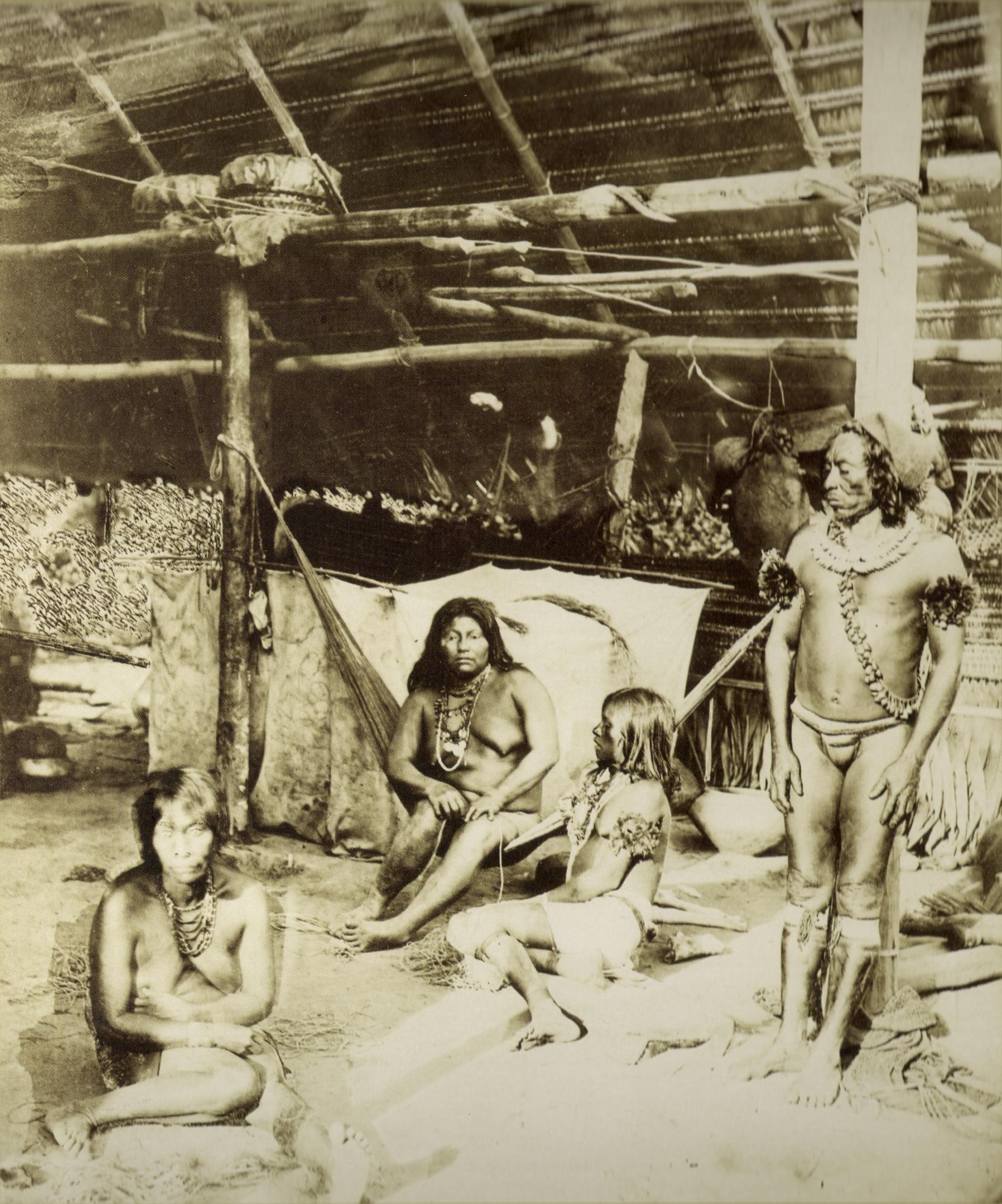
Tikunas da região do Rio Caldeirão na província do Amazonas. (1865)

Os tikuna originalmente habitavam regiões de terra firme, próximos às cabeceiras de afluentes menores e igarapés, e não às margens do rio Solimões. Os primeiros relatos sobre esse povo datam do final do século XVII, quando missionários jesuíticos espanhóis, liderados pelo padre Samuel Fritz, chegaram à região. Ao longo dos séculos XVII e XVIII, os tikuna expandiram sua presença para os grandes rios, influenciados por epidemias e conflitos interétnicos.
Nos séculos XIX e XX, a expansão da economia extrativista e o ciclo da borracha intensificaram o contato linguístico entre os tikuna e a sociedade não indígena, resultando na incorporação de elementos lexicais externos.
Em 2023, a língua tikuna foi declarada língua oficial no estado do Amazonas, Brasil, juntamente com outras 15 línguas indígenas, promovendo sua preservação e ensino.

### História da documentação
Registros sobre a língua tikuna surgiram no século XVII, em relatos de exploradores europeus. Em 1641, Cristóbal de Acuña, durante a expedição de Pedro Teixeira, mencionou os tikuna. Contudo, a documentação sistemática da língua só começou no século XX, com estudos de antropólogos e linguistas.
O etnólogo alemão Curt Nimuendaju foi um dos primeiros pesquisadores a registrar aspectos da língua e tradições tikuna, fornecendo informações sobre organização social e distribuição geográfica. No final do século XX, a documentação linguística avançou com a criação do Centro Magüta - Centro de Documentação e Pesquisa do Alto Solimões, Brasil, em 1986, promovendo pesquisas e materiais didáticos em tikuna. Entre 1996 e 1997, o centro foi substituído pelo Conselho Geral da Tribo Tikuna (CGTT).

### História do ensino
A educação entre os tikuna foi inicialmente promovida por missões religiosas, que priorizavam a catequese em língua geral amazônica e português, sem incentivo ao tikuna.
No Brasil, ao longo do século XX, a Fundação Nacional dos Povos Indígenas (Funai) implementou escolas bilíngues, mas a falta de formação de professores tikuna limitou sua eficiência. Na década de 1980, a luta por educação bilíngue resultou na criação da Organização Geral dos Professores Tikunas Bilíngues (OGPTB), impulsionando materiais didáticos em tikuna. A Constituição de 1988 fortaleceu direitos linguísticos indígenas.
Um marco importante ocorreu em 2005, com a criação da primeira licenciatura para formação de professores indígenas no estado do Amazonas, ampliando significativamente o ensino bilíngue. Em 2012, outra iniciativa pioneira foi a realização de uma campanha educativa inteiramente em uma língua indígena, abordando temas como AIDS e violência contra a mulher.
Em 2018, o Peru registrava 47 escolas bilíngues ensinando tikuna, com intérpretes certificados conforme a Lei N° 29735, que regula línguas originárias no país. Na Colômbia, oficinas de professores tikuna entre 1987 e 1993 impulsionaram o programa de etno-educação bilíngue, assessorado por linguistas e pedagogos.

## Fonologia
A língua tikuna apresenta uma estrutura fonológica caracterizada por um sistema consonantal relativamente simples, um inventário vocálico com distinção entre vogais orais e nasais e um sistema tonal restrito composto por três tons fonológicos: alto, médio e baixo.

### Consoantes
O sistema consonantal do tikuna é composto por dez fonemas, sendo oito obstruentes e dois soantes. Além disso, há uma distinção entre consoantes sonoras e surdas. As consoantes são organizadas na tabela a seguir de acordo com seu ponto e modo de articulação.
|                  | Bilabial | Alveolar | Palatal | Velar |
| ---------------- | -------- | -------- | ------- | ----- |
| Plosivas sonoras | b        | d        |         | ɡ     |
| Plosivas surdas  | p        | t        | tʃ      | k     |
| Aproximantes     | w        |          | j       |       |
| Vibrantes        |          | r        |         |       |

Além das consoantes mencionadas, a língua tikuna apresenta processos fonológicos como nasalização regressiva, onde consoantes oclusivas sonoras se tornam nasais quando precedem vogais nasais:
- /b/ → [m]
- /d/ → [n]
- /j/ → [ɳ]
- /g/ → [ŋ]

### Vogais
O sistema vocálico do tikuna compreende seis vogais orais e seis correspondentes nasais. A duração vocálica é uma característica relevante no núcleo silábico.
|         | Anterior | Central | Posterior |
| ------- | -------- | ------- | --------- |
| Fechada | i, ĩ     |         | u, ũ      |
| Média   | e, ẽ     |         | o, õ      |
| Aberta  |          | a, ã    |           |

A vocalização nasal é um fenômeno fonológico essencial, e certas vogais podem sofrer laringalização quando associadas a tons baixos. Além disso, a vogal /ɨ/ pode ser realizada como /i/ em determinados contextos fonéticos.

### Tons
A língua tikuna possui três tons básicos: alto (A), médio (M) e baixo (B). Esses tons podem ocorrer de forma isolada ou combinada em padrões bisilábicos e trisilábicos, formando diferentes configurações tonais.
Os tons do tikuna são de natureza lexical, o que significa que podem alterar o significado das palavras. Além disso, o tikuna apresenta variação tonal associada a fatores morfofonológicos e entoacionais, como a inserção de oclusivas glotais para preservar contrastes fonológicos.
Exemplos de tons em palavras bisilábicas e trisilábicas:
- témá (AA) "canangucho"
- wáírá (AAA) "palma de açaí"
- déné (AB) "cana-de-açúcar"

### Transformações fonológicas
A língua tikuna apresenta diversos fenômenos fonológicos relevantes, incluindo:
- Nasalização: Consoantes oclusivas sonoras se tornam nasais quando em contato com vogais nasais.
- Laringalização: Algumas vogais tornam-se laringalizadas em contextos de tom baixo.
- Epêntese da glotal: Uma oclusiva glotal [ʔ] pode ser inserida entre sílabas de tons opostos para manter contrastes fonológicos.
- Ditongação: Algumas vogais fechadas tendem a formar ditongos em certos contextos fonológicos.

### Fonotática
A estrutura silábica básica do tikuna é (C)V, o que significa que todas as sílabas possuem obrigatoriamente um núcleo vocálico e podem opcionalmente apresentar uma consoante de ataque. Não há codas silábicas, e sequências de vogais são restritas por processos fonológicos como ditongação e assimilação tonal.

### Prosódia
A entonação no tikuna é altamente influenciada pelos tons e segue um padrão de terraços tonais. Isso significa que as palavras podem apresentar variações tonais em função da estrutura sintática e do contexto discursivo. Além disso, a tonalidade pode ser afetada por processos morfofonológicos, como a fusão de morfemas e a adaptação de empréstimos linguísticos.
Exemplos de padrões entonacionais em palavras polissilábicas:
- áirúwé (BBAA) "peixe-boi"
- nainékü (MMAA) "selva, espaço não cultivado"
- wáíyú (AAB) "montete (ave)"

Os tons podem apresentar alótonos, sendo que no nível fonético foram identificados seis tons pontuais (super alto, alto descendido, alto, médio, baixo e super baixo) e dois tons modulados (ascendente e descendente), indicando uma complexidade maior do que a sugerida apenas pelos três tons fonológicos principais.

## Ortografia
A língua tikuna utiliza um sistema de escrita baseado no alfabeto latino, adaptado para representar suas características fonológicas específicas. A escrita é horizontal, com orientação da esquerda para a direita, como no português e no espanhol.
A ortografia prática do tikuna apresenta variações entre diferentes comunidades, mas há um esforço de padronização promovido por instituições educacionais e linguistas. O sistema ortográfico inclui diacríticos para indicar nasalização e tonicidade, além de utilizar letras adicionais para representar sons que não existem no português.

### Tabela grafema-fonema
A tabela abaixo apresenta a correspondência entre os grafemas usados na ortografia tikuna e seus respectivos valores fonéticos, acompanhados de exemplos de pronúncia em português ou outras línguas quando aplicável.
| Grafema | AFI | Exemplo de pronúncia                                    |
| ------- | --- | ------------------------------------------------------- |
| a       | /a/ | "a" em "pato" (português)                               |
| e       | /e/ | "e" em "mesa" (português)                               |
| i       | /i/ | "i" em "lindo" (português)                              |
| o       | /o/ | "o" em "ovo" (português)                                |
| u       | /u/ | "u" em "luz" (português)                                |
| ü       | /ɨ/ | Similar ao "u" em "lune" (francês)                      |
| p       | /p/ | "p" em "pato" (português)                               |
| t       | /t/ | "t" em "tatu" (português)                               |
| k       | /k/ | "k" em "kilo" (português)                               |
| b       | /b/ | "b" em "bola" (português)                               |
| d       | /d/ | "d" em "dado" (português)                               |
| g       | /ɡ/ | "g" em "gato" (português)                               |
| j       | /j/ | "y" em "yes" (inglês)                                   |
| w       | /w/ | "w" em "water" (inglês)                                 |
| m       | /m/ | "m" em "mão" (português)                                |
| n       | /n/ | "n" em "nave" (português)                               |
| ñ       | /ɲ/ | "ñ" em "niño" (espanhol)                                |
| r       | /r/ | "r" em "carro" (português, pronúncia vibrante múltipla) |
| '       | /ʔ/ | Oclusiva glotal, como em "uh-oh" (inglês)               |

### Diacríticos
Na língua tikuna, os diacríticos desempenham um papel fundamental na distinção de palavras, pois essa língua é tonal, ou seja, a variação na altura da voz pode alterar o significado de um termo. Os tons no tikuna são indicados por diacríticos escritos acima da primeira vogal da sílaba. Existem diacríticos que ocorrem apenas em sílabas tônicas e outros que podem aparecer tanto em sílabas tônicas quanto átonas, exigindo conhecimento da estrutura acentual da palavra para correta interpretação.
A representação dos tons segue um sistema numérico em que os valores variam de 1 (mais grave) a 6 (mais agudo), com combinações de números indicando mudanças de tom dentro da mesma sílaba.
| Diacrítico | Sílaba Tônica | Sílaba Tônica | Sílaba Tônica           | Sílaba Átona | Sílaba Átona | Sílaba Átona                  |
| Diacrítico | Valor         | Tikuna        | Português               | Valor        | Tikuna       | Português                     |
| ---------- | ------------- | ------------- | ----------------------- | ------------ | ------------ | ----------------------------- |
| x̏          | /52/          | wü̏            | "coçar"                 | —            | —            | —                             |
| x̋          | /36/          | kow̋à          | "garça-cinza"           | /5/          | wá̓ we̋        | "pessoa negra"                |
| x́          | /43/          | témā          | "palmeira buriti"       | /4/          | pŏwí         | "preguiça-de-garganta-marrom" |
| x̂          | /31/          | g̃êʼe          | "macaco bugio vermelho" | —            | —            | —                             |
| x̄          | /33/          | tom̄à          | "nós (excl.)"           | /3/          | chā-chib́ǜ    | "eu como"                     |
| x̀          | /21/          | ĩ̀nè           | "dia anterior"          | /1/          | yȉ̓kǜ         | "mais tarde"                  |
| x̆          | /22/          | ã̆             | "mosquito"              | —            | —            | —                             |

### Padronização e variações
A escrita da língua tikuna tem passado por um processo de padronização para facilitar o ensino e a produção de materiais didáticos. No entanto, algumas comunidades ainda utilizam variações ortográficas influenciadas pelo contato com o espanhol e o português, e, em certos contextos informais ou educacionais, a representação escrita dos tons pode ser omitida. Para a documentação linguística e a padronização ortográfica, porém, a marcação tonológica é essencial para evitar ambiguidades entre palavras que, sem os tons, poderiam ser interpretadas de maneira equivocada.

## Gramática

### Pronomes

#### Pronomes pessoais
Os pronomes pessoais em tikuna distinguem-se por número (singular/plural) e, no caso da terceira pessoa, por classe nominal. Além disso, a língua possui uma quarta pessoa, que pode ter um significado inclusivo ou genérico.
Na primeira pessoa do plural, o tikuna diferencia um pronome inclusivo, que inclui o interlocutor, e um exclusivo, que o exclui. Essa distinção, comum em muitas línguas indígenas, não existe em português. A forma exclusiva, tō, refere-se a um grupo composto pelo falante e terceiros, sem incluir o interlocutor, enquanto a forma inclusiva, yìʼè-, inclui explicitamente o ouvinte.
Diferentemente da primeira e segunda pessoas, a terceira pessoa não possui uma forma plural específica. Em vez disso, a quarta pessoa pode ser usada para indicar um grupo maior, podendo ter um sentido inclusivo (abrangendo o interlocutor) ou genérico (referindo-se a um grupo indefinido). Ela não é apenas um plural da terceira pessoa, mas sim uma categoria distinta no sistema pronominal tikuna.
Para indicar pluralidade, o sufixo -gǘ pode ser adicionado a pronomes e verbos quando necessário, mas seu uso é opcional. Da mesma forma, a quarta pessoa pode receber -gǘ para enfatizar um grupo maior, embora sua ausência não impeça a interpretação coletiva. Enquanto a terceira pessoa se refere a indivíduos específicos, a quarta pessoa é mais ampla, sendo útil para generalizações e referências impessoais.
| Pessoa         | Singular        | Singular           | Plural     | Plural                      | Plural |
| Pessoa         | Tikuna          | Português          | Tikuna     | Português                   |        |
| -------------- | --------------- | ------------------ | ---------- | --------------------------- | ------ |
| 1ª (exclusivo) | chaù, chò, chā- | eu                 | tō         | nós (exclusivo)             |        |
| 1ª (inclusivo) | —               | —                  | yìʼè-, yì- | nós (inclusivo)             |        |
| 2ª             | kú, kû, kù      | tu/você            | pē         | vocês                       |        |
| 3ª (fem.)      | ngí, ngî        | ela                | ngí-gǘ     | elas                        |        |
| 3ª (masc.)     | nă, nü̂          | ele                | nă-gǘ      | eles                        |        |
| 3ª (neutro)    | ná, nâ          | isto               | ná-gǘ      | estas coisas                |        |
| 3ª (saliente)  | tü̂-mà           | aquele             | tü̂-mà-gǘ   | aqueles                     |        |
| 4ª             | tă, yìʼè-, yì-  | genérico/inclusivo | tă-gǘ      | genérico/inclusivo (plural) |        |

#### Pronomes afixais
Além das formas independentes, o tikuna apresenta pronomes que ocorrem na forma de afixos, especialmente para marcação de posse ou casos gramaticais, como acusativo e dativo. Esses pronomes podem ser combinados com diversos sufixos para indicar diferentes papéis sintáticos, como:
| Caso             | 1ª Pessoa Singular | 2ª Pessoa Singular |
| ---------------- | ------------------ | ------------------ |
| Acusativo (-ʼǖ̃)  | cha-̂ʼü̃̄             | kû-ʼü̃̄              |
| Dativo (-ʼnà)    | cha-̂ʼnà            | kû-ʼnà             |
| Benefativo (-ʼü̋̃) | cha-̂ʼü̃̋             | kû-ʼü̃̋              |

#### Pronomes possessivos
Na língua tikuna, os pronomes possessivos são formados pela junção de raízes pronominais a substantivos ligados. Esses pronomes diferem conforme a pessoa, número e, em alguns casos, a classe nominal do possuidor.

#### Formação
Os pronomes possessivos se formam por meio de prefixos pronominais que se combinam com nomes dependentes. A tabela a seguir apresenta alguns exemplos:
| Pessoa   | Casa (chi’ü̃̀) | Pé (ku̽tǖ) |
| -------- | ------------ | --------- |
| 1ª sing. | chaù-chi’ü̃̀   | chaù-kútǖ |
| 2ª sing. | kú-chi’ü̃̀     | kú-kùtǖ   |
| 1ª pl.   | tō-chi’ü̃̀     | tō-kùtǖ   |
| 2ª pl.   | pe-̄chi’ü̃̀     | pe-̄kùtǖ   |
| 3ª fem.  | ngi-́chi’ü̃̀    | ngi-́kùtǖ  |
| 3ª masc. | na-̆chi’ü̃̀     | na-̆kútǖ   |

Além disso, a terceira pessoa pode ocorrer sem referência explícita ao possuidor, funcionando de maneira semelhante a um pronome impessoal.

### Substantivos

#### Casos gramaticais
A língua tikuna apresenta um sistema de casos gramaticais baseado em sufixos e substantivos relacionais, que indicam as funções sintáticas dos constituintes na oração.

#### Marcação de casos
No tikuna, os casos são marcados por meio de sufixos e palavras auxiliares específicas. A marcação pode ser dependente (com sufixos nos substantivos) ou independente (com partículas separadas).
Exemplo de caso nominativo (não marcado):
- Nŭʼma̋̓ è! Chàueg̋à rǜ Javier Sánchez níì-ĩ. - "Oi! Meu nome é Javier Sánchez."

(Aqui, "chàueg̋à" ocorre sem marcação de caso).

#### Casos principais
Os principais casos gramaticais do tikuna incluem:
- Nominativo (não marcado) – Sujeitos de verbos transitivos e intransitivos aparecem sem marcação explícita.[69]
- Acusativo (-’ǖ̃) – Indica o objeto direto de verbos transitivos.[70]
- Dativo (-’nà) – Marca o destinatário ou beneficiário de uma ação.[71]
- Genitivo (-’rǖ) – Indica posse ou relação entre dois nomes.[72]
- Benefativo (-’ü̃̋) – Indica que uma ação é realizada em benefício de alguém.[70]

Exemplo:
- maestro-ʼü̃̋ – "para um professor".[70]

Exemplo de uso do caso acusativo:
- Chāyā-yâʼu yá kûʼrǖ óchag̋ù. - "Eu peguei seu dardo."

(Aqui, "kûʼrǖ" é marcado com o sufixo genitivo).

### Verbos

#### Tempo
Diferentemente de muitas línguas, o tikuna não marca tempo diretamente nos verbos. Valores temporais são frequentemente expressos no sintagma nominal através da flexão de certas classes de palavras para tempo nominal.

#### Modo
O tikuna distingue três modos verbais principais: indicativo, subjuntivo e imperativo. O indicativo é considerado o tipo não marcado e aparece em contextos narrativos e descritivos. O subjuntivo é usado para marcar eventos hipotéticos ou irreais e pode ser identificado por alterações tonológicas específicas em proclíticos flexionais e no sufixo final da frase predicativa.
Exemplo:
- yànà-kâwēã̀ʼü̃́ã̄ʼa  - "Ele foi e colheu."

(Uso do modo subjuntivo para marcar a sequência de eventos narrativos)
O imperativo, por sua vez, apresenta características próprias, sendo usado exclusivamente para comandos e pedidos dirigidos à segunda pessoa do singular. Diferente dos outros modos, ele não permite um índice de sujeito explícito e emprega o morfema na=̀ para evitar formas não aceitáveis. Além disso, o tikuna não possui um imperativo negativo, utilizando em seu lugar uma construção baseada no subjuntivo, combinada com partículas negativas como tãů e o clítico =tā.
Exemplos:
- Nűà na-̀ũ!́ – "Vem aqui!"
- Yeã̋ḿáʼǜrà rǖ-tŏ! – "Sente-se um pouco mais longe!"
- Tãů (ta)̄ (i)̀ “nôʼe”̋ ñak̋ùʼü̃́ tü̂̓ ü̃!̄ – "Não a chame de 'vó'!"

#### Aspecto
O tikuna expressa aspecto principalmente por meio de sufixos derivacionais. Um exemplo é o sufixo -ec̀ha, que marca o aspecto persistente, indicando uma ação que ocorre repetidamente ou de forma contínua.
Exemplo:
- Chà-chi̊èchāʼü̃́ - "Eu continuei em pé, pensando profundamente."[79]

Além disso, há evidências de que a língua possui um marcador de aspecto progressivo, expresso pelo índice locativo i=, análogo à construção be + -ing do inglês.
Exemplo:
- Ñṵmá rǜ chàuchíʼü̃̀ ic̋hā-ü̆ ì chòmà. - "Agora estou construindo minha casa."

(tradução literal: *"No presente tempo, minha casa está sendo construída."*).

#### Evidencialidade
A evidencialidade no tikuna é marcada principalmente por meio de partículas e enclíticos (elementos gramaticais que se ligam ao final de palavras, dependendo fonologicamente de um termo adjacente). Esses recursos, que operam em nível oracional, servem para indicar a origem da informação, distinguindo se ela foi obtida diretamente pelo falante ou inferida a partir de outras fontes.
Exemplo:
- Gánāiʼtáwa̋chíbǖʼü̃́ã̄ʼa. - "Então, apareceu um homem que estava comendo sobre um tronco de árvore."

(Uso da partícula evidencial para indicar que a informação foi recebida indiretamente).

### Sentenças

#### Ordem da frase
A ordem canônica das frases na língua tikuna é predominantemente SOV (sujeito-objeto-verbo). No entanto, há certa flexibilidade na estrutura, especialmente em discursos narrativos e contextos pragmáticos específicos. O sujeito e o objeto podem ser omitidos quando recuperáveis pelo contexto, fenômeno conhecido como anáfora zero. A marcação morfológica nos verbos ajuda na identificação das funções sintáticas, permitindo que essas omissões ocorram sem comprometer a compreensão.
Exemplo:
- Mɨc̋hü̋ yɨk̃ü̃ ̋ ɗë́rǘ - "A mulher a fruta come."

(Ordem canônica: SOV).

#### Alinhamento morfossintático
A língua tikuna segue um padrão de alinhamento nominativo-acusativo. O sujeito de um verbo intransitivo se alinha morfossintaticamente com o agente de um verbo transitivo, enquanto o objeto de um verbo transitivo recebe marcação acusativa.
No entanto, certos sufixos derivacionais podem apresentar padrões de marcação que seguem características de um alinhamento ergativo-absolutivo. Isso se manifesta, por exemplo, na forma como algumas marcas pluralizantes afetam apenas sujeitos intransitivos e objetos transitivos, mas não agentes de verbos transitivos.

#### Construções com foco
A língua tikuna utiliza diversas estratégias para marcar o foco dentro da oração, incluindo partículas focais e alterações na ordem dos constituintes.

##### Partículas de foco
O tikuna possui partículas específicas para destacar elementos da sentença. Uma das mais comuns é ta̋, que enfatiza um constituinte focalizado.
Exemplo:
- Ta̋ dǜ ì-ṹʼgù i ̀ nāiʼnēkǖwa̋ rǜ nà-mù i ̀ mŭren̋ǖ. - "Porque, quando você vai à selva, há muitos mosquitos."

(Aqui, ta̋ enfatiza a razão da ação).

##### Focalização negativa
O tikuna também emprega construções focais em negações. A partícula tãů indica negação enfática e é usada especialmente em comandos proibitivos.
Exemplo de construção proibitiva:
- Tãů tā i ̀ nü̂̓ ü̃̄ pe-̄daûʼü̃́! - "Não toque nele!"

(A partícula tãů introduz a negação focalizada).

## Vocabulário

### Expressões do dia a dia
A tabela a seguir apresenta algumas expressões comuns em tikuna utilizadas no cotidiano:
| Tikuna     | Transliteração | Português          |
| ---------- | -------------- | ------------------ |
| Cuxnama    | cux³na⁵ma²     | Adeus! / Até mais! |
| Cuxü̃       | cux³ü̃³         | Cuidado!           |
| Cutüxcü    | cu³tüx⁵cü²     | O que houve?       |
| Dücax      | dü⁵cax²        | Veja!              |
| Exna       | ex⁵na¹         | Ah, é?             |
| Marütama   | ma³rü³ta⁵ma³   | Basta!             |
| Marüx      | ma³rüx³        | Pois bem           |
| Nuxmae     | nux⁵ma⁵e²      | Olá                |
| Ñuxũ ñacux | ñux³ũ⁵ ña¹cux⁵ | O que disse?       |
| Õẽx na     | õ⁴ẽx⁵na¹       | Ah, sim!           |
| Peama      | pe³a²ma²       | Como quiserem      |
| Pexü̃       | pex³⁵ü̃³        | Cuidado!           |
| Tamoxẽ     | ta⁵mox³ẽ⁵      | Obrigado(a)!       |
| Taxucaxma  | tax²u²cax⁵ma³  | De nada / Por nada |
| Taxũ̃́       | tax²ũ¹         | Não!               |
| Wẽ         | wẽ¹⁵           | Mentira!           |

### História do Metare
Os tikuna possuem uma rica tradição oral, repleta de histórias que ensinam lições de vida e explicam o mundo ao seu redor. A História do Metare é um desses relatos, narrando a história de Witchici, um ser misterioso que era ao mesmo tempo homem e bicho.
A seguir, um trecho dessa fascinante narrativa na língua tikuna e sua tradução para o português:
| Tikuna | Português |
| --- | --- |
| Na yema ga wü’i ga yatü ga naega ga Witchicü natürü nüma nüü i yema ga wü’i ga naäcü ga guäma ngima’a ya àmägü ügü ri ñhanärigü pa tchauaçi tchanawe na feneçucü ü nama’a ya tcheate, toma ri ta düwa ta’i, rü yeguma ina i’atchi rü yema na ngügui napünewa ga dü, rü ñhanärigü paa o’ü nena dau ñhanärigü tü’i ga naäte, rü yeguma ta’i nagü ri mari narawá ta ngügui tü’ü ñhanärigü pa tcheate cugina’a na nga ya o’ü ri ñhanärigü rü yeguma nüü na tchaneta ga o’ü rü tarü ngü rü yu, yeguma tüinän yu’rü tü’i va’ngo rü coema’a ta nüü übü ü ga naäte. Ga yema Witchicü, natürü marü tü’ü na dai ga wü’imepi ga naäte yema na’acü ri ’patäwa tama i ngema natürü mari ü icua ga gu’üma. | Tinha um homem que também era bicho. Chamava-se Witchici. Ele matava todos os homens que se casavam com sua filha. Matou cinco genros. Um deles Witchici chamou para comer beiju que a filha tinha feito. Mas antes do genro comer, Witchici mandou ele pegar uma corda e subir numa árvore de bacaba. Witchicú disse para ele levar a corda enrolada no pescoço. Quando o genro estava lá em cima, ele puxou a corda. O genro caiu e morreu, Ali mesmo Witchici comeu o genro com beiju. |